# János Urányi
János Urányi, född 24 juni 1924 i Balatonboglár, död 23 maj 1964 i Budapest, var en ungersk kanotist.
Urányi blev olympisk guldmedaljör i K-2 10000 meter vid sommarspelen 1956 i Melbourne.